# リチャード・オースティン
リチャード・デニス・オリヴァー・オースティン（Richard Dennis Oliver Austin, 1903年12月26日 - 1989年4月1日）は、イギリスの指揮者。父フレデリックは往年のバリトン歌手。
バーケンヘッドの生まれ。ロンドンの王立音楽大学でエイドリアン・ボールトとマルコム・サージェントに指揮法を学び、1929年からカール・ローザ・オペラ・カンパニーの指揮者としてキャリアを始めた。1934年から1940年までボーンマス市立管弦楽団の首席指揮者を務め、1941年から1945年までイギリス北方軍 (Northern Command) の音楽顧問となった。1947年から1957年まで新時代コンサート協会の音楽監督を務め、サドラーズ・ウェルズ劇場への客演も頻繁に行った。また、イギリス各地だけでなく、北米、南米、ヨーロッパやアフリカのオーケストラにも客演を重ねた。
1946年から母校の教授を務め、1955年から同大学のオペラのディレクターも兼務した。1976年に隠遁した。リーディングにて没。